# 燃えろよ燃えろ
燃えろよ燃えろ（もえろよもえろ）は、フランス民謡のメロディーに日本語の歌詞をつけたキャンプソング。宿泊学習やキャンプの際に、キャンプファイヤーで歌われる。
昔から日本でもよく知られているフランスのメロディー（後述「一日の終り」）に、ハイカーがキャンプファイヤーにふさわしい歌詞をつけたものである。JASRACに登録されている作詞者は串田孫一。
オリジナルのフランス民謡は不明。

## 一日の終り
「一日（ひとひ）の終り」（「星かげさやかに」とも）は、キャンプの定番曲であり、ボーイスカウトで戦前から歌われていた。メロディーは「燃えろよ燃えろ」と同じで、作詞は、『ボーイスカウト歌集』によれば中央実修所。実修所員の一人であった戸田和夫作詞とする歌集もある。JASRACに登録されている訳詞者は串田孫一。
1961年（昭和36年）には、開始間もないNHKの「みんなのうた」で、「一日の終わり」名義で放送された。編曲は服部正が手掛け、歌は東京少年少女合唱隊が担当、映像は「木馬座」による影絵だった。映像は現存せず、再放送もされていない。歌詞と楽曲は水星社の楽譜集等に収載されている。